# Национальная библиотека Сомали
Национальная библиотека Сомали (сомал. Matxafka Qaranka) — расположена в Могадишо, столице Сомали.

## История

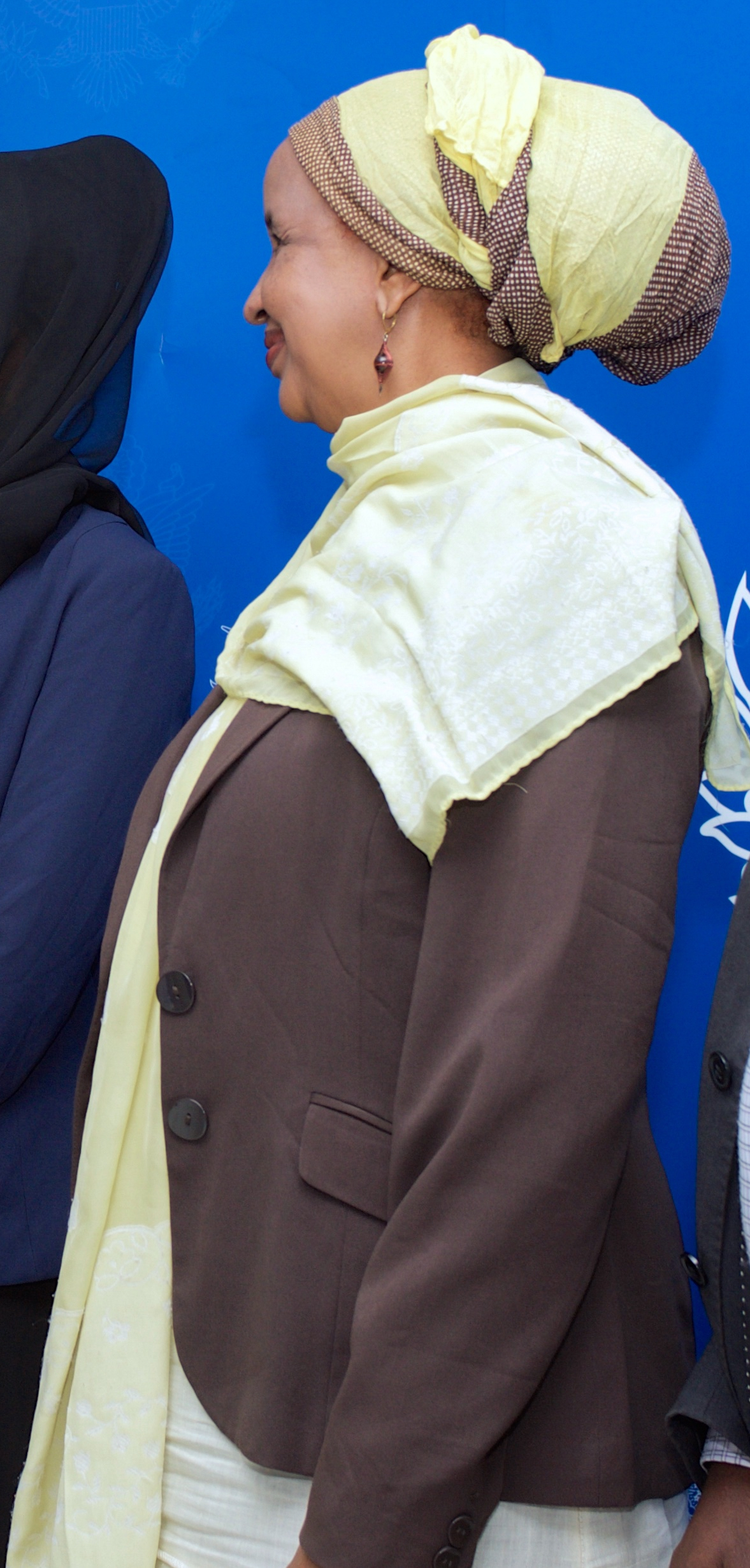
Директор Национальной библиотеки Сомали Зайнаб Хасан.

В 1975 году была основана Национальная библиотека, которую открыли для посещения широкой публики. В 1983 году здесь хранилось около 7000 книг с ограниченным историческим и культурным архивным материалом.
Национальная библиотека закрылась в 1990-х годах из-за начала гражданской войны в Сомали. В июне 2013 года Институт политических исследований «Наследие» организовал отправку 22 000 книг из США в Сомали в рамках исполнения инициативы по пополнению запасов библиотеки. В декабре того же года власти Сомали официально запустили крупный проект по восстановлению Национальной библиотеки.
В рамках инициативы, финансируемой федеральным правительством, под руководством Зайнаб Хасан, в Могадишо планируется построить новый библиотечный комплекс. После реализации инициативы ожидается поступление около 60 000 книг из Лиги арабских государств.